# Ruth Hamblin
Pour les articles homonymes, voir Hamblin.
Ruth Hamblin est une joueuse canadienne de basket-ball, née le 24 juin 1994 à Smithers  (Colombie-Britannique, Canada).

## Biographie

### Carrière universitaire
Issue du lycée Houston Christian School de Houston (Colombie-Britannique), elle y joue sous la direction du coach Wendall Ewald. En senior, ses moyennes sont de 27 points, 13 rebonds et 11 contres par rencontre. Sur ses années junior et senior, Houston a un bilan de 61 victoires pour seulement 2 défaites et un double titre de champion de ma Colombie-Britannique.
En 2012, elle intègre l'université américaine des Beavers d'Oregon State. Pour son année freshman, elle dispute 28 rencontres pour des moyennes de 4,4 points, 2,9 rebonds et 1,1 contre en 13 minutes. En sophomore, Hamblin débute les 35 rencontres de la saison 2013–2014 pour des statistiques de 9,5 points, 8,5 rebonds et 4,0 contres par match. Elle brise le record de contres de la conférence Pac-12 avec ses 141 contres, 19e total égalé dans l'histoire de la NCAA. Elle réalise le premier triple double à Oregon State depuis 30 ans le 13 janvier 2014 face aux Ducks de l'Oregon avec 23 points, 12 rebonds et (nouveau record de l'université) 10 contres. En fin de saison, elle figure dans le meilleur cinq défensif de la Pac-12 et le meilleur cinq de la Pac-12. En junior, Hamblin porte ses statistiques à 12,9 points et 8,6 rebonds et réalise 122 contres, seconde meilleure performance historique des Beavers. Elle figure dans le meilleur cinq défensif de la Pac-12, le meilleur cinq de la Pac-12, et est élue meilleure joueuse de la conférence selon les médias. Pour son année senior, elle culmine à 11,8 points et 10,0 rebonds en débutant les 37 rencontres. Elle réussit 130 contres et établit un nouveau record en carrière de la Pac-12 avec 425 tirs bloqués. Elle établit de nouveaux records de l'université avec 370 rebonds sur une saison et 1027 en carrière. Elle est récompensée du titre de meilleure étudiante-athlète de la Pac-12, meilleure défenseuse de la Pac-12 et figure dans le meilleur cinq de la conférence.
Pour l'année 2018-2019, elle s'engage avec le club belge de Castors Braine.

### WNBA
Elle est draftée en 2016 en 18e position par les Wings de Dallas. Elle dispute 20 rencontres au cours de la saison pour 1,1 point, 1,5 rebond et 0,4 contre de moyenne en un temps de jeu moyen de 6,5 minutes.

## Étranger
Elle dispute la saison WNBL 2016-207 avec le Perth Lynx. Le 7 janvier 2017, elle obtient ses meilleures performances avec 21 points, 8 rebonds, 5 contres, 3 interceptions et 3 passes décisives dans une victoire 108–67 sur Bendigo Spirit.
Pour la saison suivante, elle s'engage avec Adelaide Lightning,.
En janvier 2018, elle rejoint le club français de Bourges afin de suppléer sa compatriote Katherine Plouffe blessée pour un mois à la suite d'une blessure au tibia. Le 10 mars, elle joue face à Nice (18 points et 8 rebonds pour 22 d'évaluation lors d'une victoire 75 à 60) sa dernière rencontre avec Bourges pour permettre le retour de Katherine Plouffe. En six matchs de LFB, elle aligne 7,5 points et 4 rebonds pour 10,2 d'évaluation en moyenne et a disputé également trois matchs d'Euroligue (7 points à 47,6 % de réussite aux tirs et 5 rebonds pour 7,7 d'évaluation en 20 minutes).

## Sélection nationale

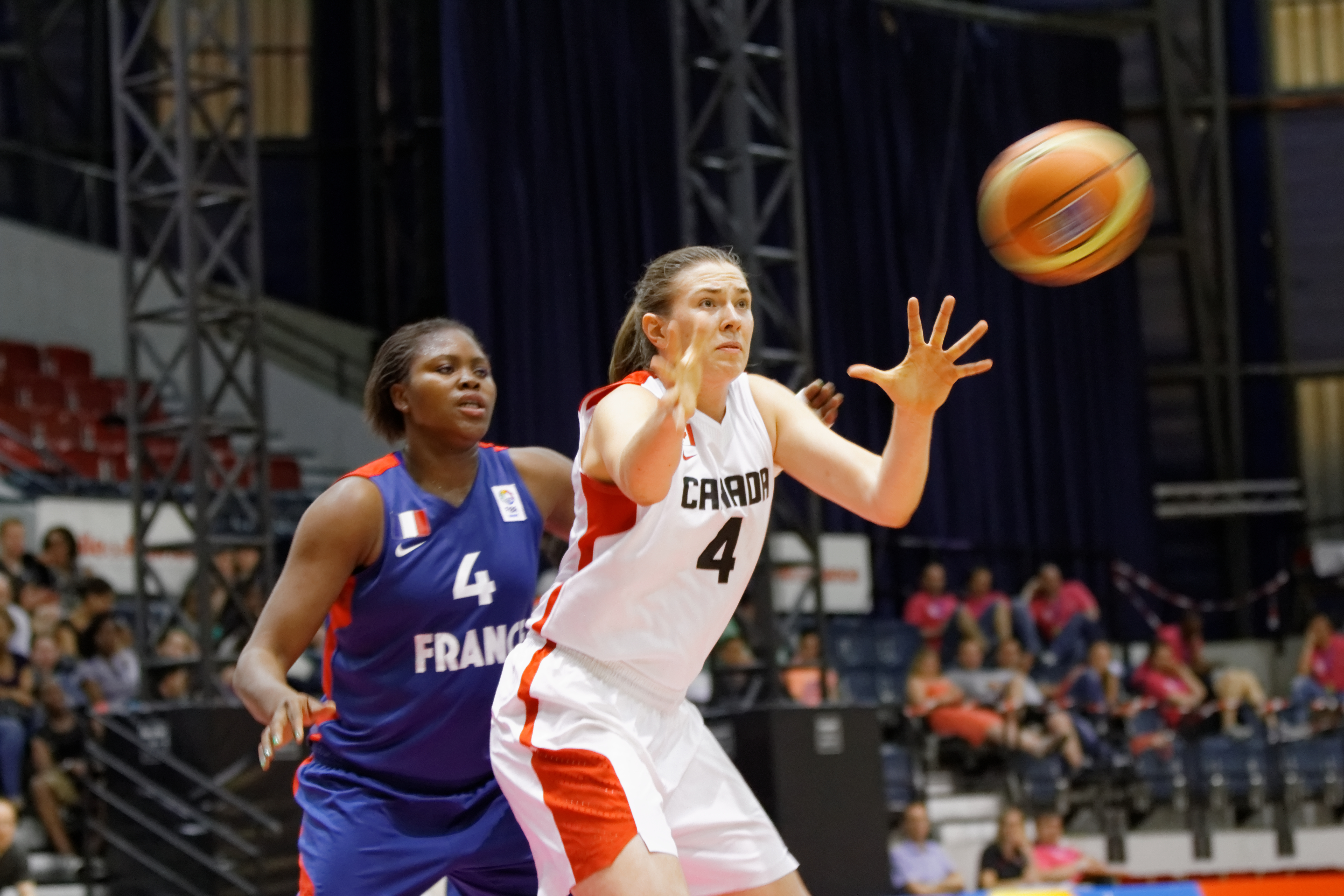
Ruth Hamblin sous le maillot canadien.

En 2012, elle représente le Canada au championnat des Amériques U18 pour des statistiques de 3,8 points et 1,2 rebond. Elle intègre l'équipe nationale senior à l'été 2013 pour une tournée exhibition en Europe et en Chine, puis en juin 2014 pour trois rencontres face au Brésil le Edmonton Grads International Classic.
Elle fait partie de la dernière vague des joueuses éliminées de la sélection préparant le Championnat du monde 2014, mais remporte la médaille d'or du Championnat des Amériques en 2017.

## Clubs

### NCAA
- 2012-2016 :  Beavers d'Oregon State

### Europe
- 2016-2017 :  Perth Lynx
- 2017-2018 :  Adelaide Lightning
- 2017-2018:  Tango Bourges Basket
- 2018- :  Castors Braine

### WNBA
- 2016 :  Wings de Dallas

## Palmarès
- Médaille d'or du championnat des Amériques en 2017

### Distinctions individuelles
- Mailleur cinq de la Pac-12 (2014–2016)
- Défenseure de l'année de la Pac-12 (2015, 2016)
- Meilleur cinq défensif de la Pac-12 (2014–2016)
- Meilleure bilan académique des sportifs de la Pac-12 (2016)